# الین‌وود (نیوجرسی)
الین‌وود، نیوجرسی (به انگلیسی: Allenwood, New Jersey) یک منطقهٔ مسکونی در ایالات متحده آمریکا است که در نیوجرسی واقع شده‌است.

## خصوصیات
الین‌وود ۴٫۷۸۵ کیلومترمربع مساحت و ۹۲۵ نفر جمعیت دارد و ۱۰ متر بالاتر از سطح دریا واقع شده‌است.